# Морфин
Морфи́н (от имени древнегреческого бога добрых сновидений Морфея — Μορφεύς или Μορφέας) — главный алкалоид опиума, содержание которого в опиуме составляет в среднем 10 %, что значительно больше, чем содержание других алкалоидов. Содержится в маке снотворном (Papaver somniferum) и в других видах мака, в которых имеется только один стереоизомер — (−)-морфин. (+)-Морфин был получен в результате синтеза и не обладает фармакологическими свойствами (−)-морфина.
Хлористоводородную соль морфина — морфий — иногда упрощенно или ошибочно называют морфином.

## История
Впервые морфин был выделен немецким фармакологом Фридрихом Сертюрнером из опиума в 1804 году. В 1805 году было опубликовано его письмо редактору Trommsdorffs Journal der Pharmacie (vol. 13) с описанием выделения и свойств щелочной субстанции, которую Сертюрнер назвал morphium (морфиум) по имени бога сновидений в греческой мифологии — Морфея.
Морфин был первым алкалоидом, полученным в очищенном виде. Однако распространение морфин получил после изобретения инъекционной иглы в 1853 году. Он использовался (и продолжает использоваться под строгим контролем) для облегчения боли. Кроме того, его применяли в качестве лечения опиумной и алкогольной зависимости. Широкое применение морфина во время Американской гражданской войны, согласно предположениям, привело к возникновению «армейской болезни» (морфиновой зависимости) у более чем 400 тысяч человек.
В небольших количествах морфин также образуется в ходе деметилирования кодеина, которое происходит внутри печени человека. Данный процесс происходит после применения кодеинсодержащих препаратов. Подвергается деметилированию примерно 10 % кодеина.
В 1874 году из морфина синтезировали диацетилморфин, более известный как героин.

## Физико-химические свойства
Морфин — производное фенантрена, принадлежит к группе морфинановых алкалоидов, к группе изохинолиновых алкалоидов.
Молекула морфина имеет 5 асимметричных атомов углерода. Поэтому у морфина есть много изомеров, в том числе α, β и γ-изомеры. Физические свойства изомеров несколько различаются, особенно — показатели оптического вращения
Растворимость:
- вода (20 °C) — 1:5000
- вода (100 °C) — 1:500
- диэтиловый эфир — 1:7630
- диэтиловый эфир, насыщенный водой — 1:10600
- бензол — 1:1600
- хлороформ — 1:1500
- этанол (20 °C) — 1:250
- этанол (100 °C) — 1:13

### Широко применяемые производные морфина
- CAS 6009-81-0 — морфина моногидрат (morphine monohydrate)
- 52-26-6 — морфина гидрохлорид (anhydrous morphine HCl)
- 6055-06-7 — морфина гидрохлорид тригидрат (morphine HCl trihydrate), его водные растворы используются под названием «морфий»
- 64-31-3 — морфина сульфат (anhydrous morphine SO4)
- 6211-15-0 — морфина сульфат гидрат (morphine SO4 hydrate)
- 302-31-8 — морфина тартрат (anhydrous morphine tartrate)
- 6032-59-3 — морфина тартрат тригидрат (morphine tartrate trihydrate)
- 41372-20-7 — апоморфин (apomorphine)
- 76-58-4 — этилморфин, или дионин (ethylmorphine)
- 76-57-3 — метилморфин, или кодеин (methylmorphine)
- 561-27-3 — диацетилморфин, или героин (diacetylmorphine)
- 6-Моноацетилморфин
- Анторфин[5]
- Бензилморфин
- Гидроморфон
- Дигидроморфин
- Норморфин

Морфин довольно легко окисляется, образуя т. н. ψ-морфин.

### Свойства моногидрата морфина
Бесцветные призматические кристаллы, горького вкуса.
Химическая формула: C17H21NO4 (по системе Хилла)
Молекулярная масса: 303,37 а. е. м.
Температура плавления: 254 °C
Плотность: 1,317 (20 °C, г/см3)
Растворимость:
- бензол (20 °C) — 1:1600
- вода (20 °C) — 1:4000 (0,03 г/100 г воды)
- вода (100 °C) — 1:500
- диэтиловый эфир (20 °C) — 1:10000
- хлороформ (20 °C) — 1:1500
- этанол (20 °C) — 1:250
- этанол (25 °C) — 1:160

### Физические свойства морфина гидрохлорида
- Белые игольчатые кристаллы или белый кристаллический порошок; слегка желтеющий или сереющий при хранении.
- Медленно растворим в воде, трудно растворим в спирте (1:50). Несовместим со щелочами. Растворы стерилизуют при +100 °C в течение 30 мин, для стабилизации прибавляют 0,1 н. раствор хлористоводородной кислоты до рН 3,0—3,5.
- Удельное вращение водного раствора −97…−99 (2 %).

### Синтез
Впервые полный синтез морфина был осуществлён в 1952 году американским химиком  Маршаллом Гейтсом. Синтез включал, в общей сложности, 31 стадию и имел крайне низкий выход конечного продукта (на уровне 0,06%). В дальнейшем был предложен ряд более совершенных методов синтеза морфина, но и в настоящее время природный морфин по-прежнему дешевле синтетического.

### Обнаружение морфина
В медицине и врачебной практике морфин можно обнаружить благодаря химическим реакциям. Однако, если это невозможно, можно выявить заболевание, вызванное длительным употреблением морфина — наркотическую зависимость. Для этого больному вводят Налоксон внутривенно или внутримышечно. При этом наблюдается характерный приступ абстиненции. Это связано с тем, что Налоксон — опиатный антагонист, который действует по типу конкурентного антагонизма и блокирует связывание агонистов или вытесняет их из опиатных рецепторов.
Реакции с реактивами группового осаждения алкалоидов.
Морфин даёт осадки с реактивами группового осаждения алкалоидов (реактивы Бушарда, Драгендорфа, Майера, Зонненшейна и др.).
Цветные реакции. Морфин даёт реакции с концентрированной азотной кислотой (кроваво-красное, переходящее в оранжево-жёлтое).
- С реактивом Эрдмана (концентрированная серная кислота с концентрированной азотной кислотой) даёт красно-жёлтое окрашивание.
- С реактивом Фреде (концентрированная серная кислота с молибденовой кислотой) даёт фиолетовое окрашивание.
- С реактивом Манделина (концентрированная серная кислота с ванадиевой кислотой) даёт фиолетовое окрашивание.
- С реактивом Марки (концентрированная серная кислота и формальдегид) даёт фиолетовое окрашивание.

Реакция Пеллагри. При нагревании морфина с концентрированными соляной и серной кислотами он превращается в апоморфин, который даёт положительную реакцию Пеллагри. Выполнение реакции Пеллагри на морфин несколько отличается от способа выполнения этой реакции на апоморфин. При выполнении реакции Пеллагри на морфин и кодеин их переводят в апоморфин путём нагревания с концентрированными соляной и серной кислотами, а затем прибавляют остальные реактивы, необходимые для протекания этой реакции.
Выполнение реакции. В пробирку вносят несколько капель хлороформной вытяжки, которую выпаривают досуха. К сухому остатку прибавляют 1—2 капли концентрированной соляной кислоты. После растворения сухого остатка в этой кислоте в пробирку вносят 1—2 капли концентрированной серной кислоты и смесь нагревают на водяной бане до полного выпаривания соляной кислоты. После этого жидкость ещё нагревают в течение 15 мин, потом охлаждают и прибавляют 2—3 мл воды. Если при этом образуется осадок, то его растворяют в нескольких миллилитрах разбавленной соляной кислоты. Полученный раствор нейтрализуют 10%-м раствором карбоната натрия и прибавляют 2—3 капли спиртового раствора йода. При этом появляется зелёная окраска. После прибавления 0,5—1,0 мл диэтилового эфира и взбалтывания водный слой сохраняет зелёную окраску, а эфирный приобретает пурпурно-красную. Избыток йода мешает этой реакции, так как его окраска маскирует окраску конечного продукта реакции. Реакцию Пеллагри дают и другие вещества (кодеин, этилморфин, диацетил морфин, апоморфин и др.).
Реакция с хлоридом железа(III). В фарфоровую чашку вносят несколько капель хлороформной вытяжки, которую при комнатной температуре выпаривают досуха. К сухому остатку прибавляют 1—2 капли свежеприготовленного 2%-го раствора хлорида железа(III). При наличии морфина появляется синяя окраска.
Реакция с иодноватой кислотой (НIO3). При взбалтывании раствора морфина, слабо подкисленного серной кислотой, с раствором иодноватой кислоты или раствором иодата калия (KIO3), не содержащего иодидов, выделяется свободный йод, который при взбалтывании с хлороформом переходит в хлороформный слой, окрашивая его в фиолетовый цвет.
Эту реакцию дают и некоторые примеси, которые переходят в хлороформную вытяжку при выделении морфина из биологического материала. Поэтому реакцию с HIO3 можно применить для обнаружения морфина в препарате и смесях лекарственных веществ, а также в хорошо очищенных вытяжках из биологического материала.
Реакция с гексацианоферратом(III) калия и хлоридом железа(III). Эта реакция основана на том, что гексацианоферрат(III) калия окисляет морфин и превращается в гексацианоферрат (II) калия, который взаимодействует с хлоридом железа(III). При этом образуется берлинская лазурь, имеющая синюю окраску. Реакцию с гексацианоферратом(III) калия выполняют так: к водному раствору исследуемого вещества прибавляют несколько капель смеси растворов гексацианоферрата(III) калия и хлорида железа(III). При наличии морфина появляется синяя окраска или такого же цвета осадок.
Эту реакцию дают и некоторые примеси, которые из биологического материала переходят в алкалоидные вытяжки. Поэтому реакцию с гексацианоферратом(III) калия применяют для обнаружения морфина в лекарственных смесях и в хорошо очищенных вытяжках из биологического материала.
Метод хроматографии. На линию старта на хроматографической пластинке наносят 1—2 капли хлороформной вытяжки. Правее на расстоянии 2—3 см на линию старта наносят каплю раствора «свидетеля» (0,01%-й раствор морфина в хлороформе). Пятна на пластинке подсушивают на воздухе. Затем пластинку вносят в камеру для хроматографирования, насыщенную парами растворителей (эфир — ацетон — 25%-й аммиак в соотношении 40 : 20 : 2). Камеру плотно закрывают крышкой. После того как система растворителей поднимется на 10 см выше линии старта, пластинку вынимают из камеры, подсушивают на воздухе и опрыскивают реактивом Драгендорфа, модифицированным по Мунье.
При наличии морфина пятна этого алкалоида на хроматографической пластинке приобретают розовато-бурую окраску (Rf = 0,18±0,01).
Обнаружение морфина по УФ- и ИК-спектрам. Раствор морфина в этиловом спирте имеет максимум поглощения при 287 нм. В 0,1 н. растворе гидроксида натрия максимумы поглощения морфина наблюдаются при длинах волн, равных 250 и 296 нм. В 0,1 н. растворе серной кислоты морфин имеет максимум поглощения при 284 нм. Водные растворы гидрохлорида и сульфата морфина имеют максимум поглощения при 285 нм.
В ИК-области спектра основание морфина (диск с бромидом калия) имеет основные пики при 805, 1243, 1448, и 945 см −1.
Фотоколориметрический метод определения морфина
Для фотоколориметрического определения морфина применяют метод, основанный на реакции этого алкалоида с кремне-молибденовой кислотой, в результате которой возникает синяя окраска (по В. Ф. Крамаренко).
Техника определения. В мерную колбу вместимостью 25 мл вносят 3 мл 0,11%-го раствора силиката калия K2SiO3, 4 мл воды, 2 мл 0,5 н. раствора соляной кислоты и 2 мл 5%-го раствора молибдата аммония. Через 3 мин прибавляют 2 мл исследуемого раствора и 5 мл 6%-го раствора аммиака. Через 10 мин объём жидкости доводят водой до метки и измеряют оптическую плотность окрашенного в синий цвет раствора с помощью фотоэлектроколориметра ФЭК-М (светофильтр красный, кювета 3 мм). В качестве раствора сравнения берут смесь, состоящую из 3 мл 0,11%-го раствора силиката калия, 2 мл 0,5 н. раствора соляной кислоты, 2 мл 5%-го раствора молибдата аммония, 5 мл 6%-го раствора аммиака и 13 мл. воды.
Расчёт содержания морфина в пробах производят по калибровочному графику. Для построения калибровочного графика в 6 мерных колб вместимостью по 25 мл каждая вносят по 3 мл 0,11%-го раствора силиката калия, 4 мл воды, 2 мл 0,5 н. раствора соляной кислоты и 2 мл 5%-го раствора молибдата аммония. Через 3 мин в колбы вносят соответственно по 0,1; 0,5; 0,8; 1,0; 1,5 и 2,0 мл стандартного раствора (в 1 мл стандартного раствора содержится 2 мг гидрохлорида морфина), а далее поступают, как указано выше.
Этот метод позволяет определять от 0,2 до 4 мг морфина в пробе.

## Природные источники и извлечение
Морфин и другие морфиновые алкалоиды встречаются в растениях рода мак, стефания, синомениум, луносемянник. Реже они встречаются в родах кротон, коккулюс, триклизия, окотея.
Основной путь биосинтеза морфина в растении:
L-тирозин — L-ДОФА — ретикулин — салутаридин — тебаин — кодеин, превращения происходят под действием соответствующих ферментов.
Получают морфин практически только из застывшего млечного сока (опия), выделяющегося при надрезании незрелых коробочек опиумного мака. Содержание морфина в сыром опии достигает 20 %, в среднем — 10 %, минимальные концентрации — около 3 %. В других сортах мака морфина меньше.
Существует несколько способов выделения морфина из биологического материала. Используют экстракцию водой, подкисленной серной или щавелевой кислотой. Также применяют экстракцию спиртом, подкисленным щавелевой кислотой.
Например, опий обрабатывают тёплой водой, водный раствор упаривают под вакуумом до удельного веса 1,17 и смешивают с равным объёмом спирта. При добавлении в этот экстракт водного раствора аммиака осаждается смесь морфина с наркотином, которую отделяют от маточного раствора. Эту смесь растворяют в разбавленной соляной кислоте из которой при добавлении ацетата натрия осаждается наркотин. Осадок отфильтровывают и в растворе остаётся морфин, который осаждают аммиаком. Полученный технический морфин очищают от примесей и переводят в гидрохлорид, который несколько раз перекристаллизовывают из воды.

## Действие и метаболизм

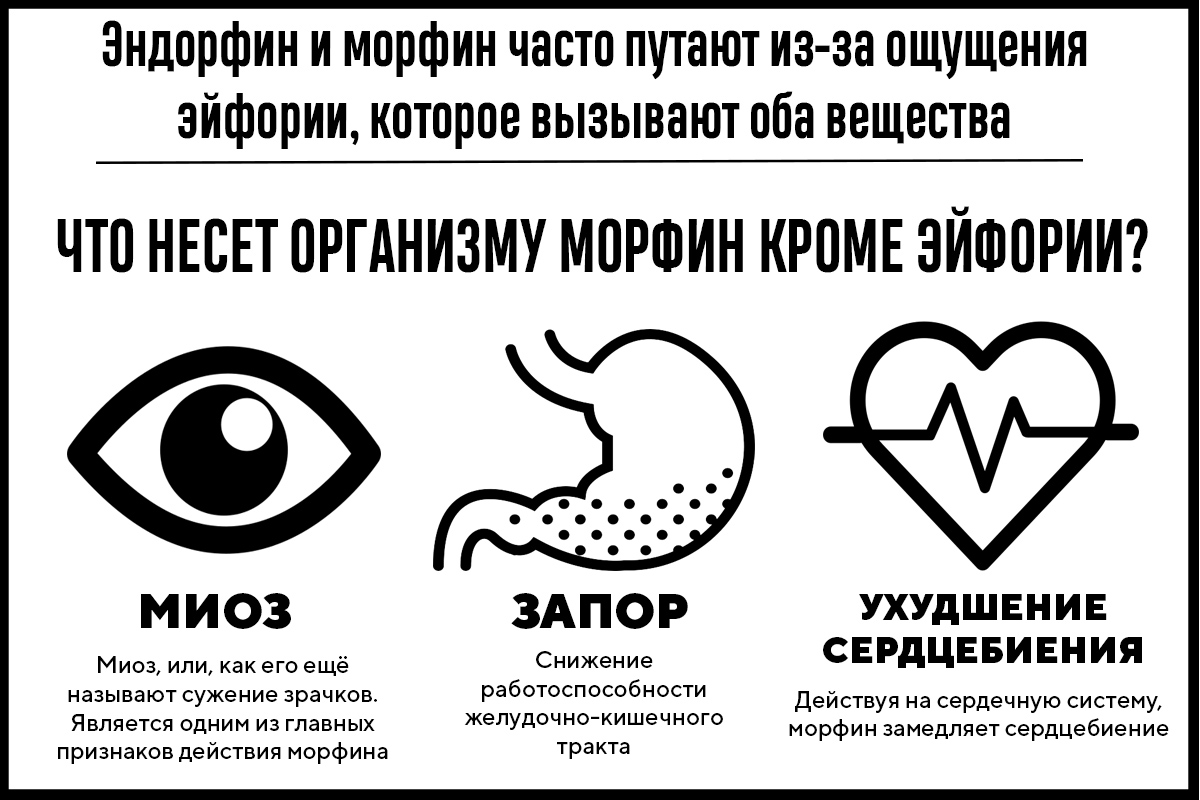
Разница между эндорфином и морфином

Морфин имеет низкую (около 26 %) биодоступность при энтеральном (внутрь) приёме.
При внутривенном введении морфин интенсивно поглощается тканями, в течение 10 минут после внутривенного введения 96—98 % морфина исчезает из системного кровотока.
Пик концентрации при внутримышечном введении отмечается через 7—20 минут.
В фармакологическом отношении морфин является полным агонистом мю-опиоидных рецепторов, действуя на оба их подтипа.
Агонистическое влияние морфина на опиатные рецепторы сопровождается снижением уровня сознания, ощущением тепла, сонливостью и эйфорией (у некоторых лиц при первичном введении препарата развивается дисфория).
В организме морфин в основном метаболизируется с образованием конъюгата с глюкуроновой кислотой (глюкуронид), часть морфина N-деметилируется до норморфина и O-метилируется до кодеина. Метаболиты выводятся в основном почками, в небольшой степени — с желчью. Период полувыведения морфина составляет в среднем 1,9 часа (у толерантных лиц этот показатель может изменяться). До 8 % введённой дозы выделяется в неизменённом виде. За 8 ч выводится 80 % введённой дозы морфина, за 24 ч — 64—90 %, через 72—100 ч в моче определяют лишь следы морфина, но определяется в волосах через 11 дней после приёма 20 мг.

## Токсикология

### Морфинизм

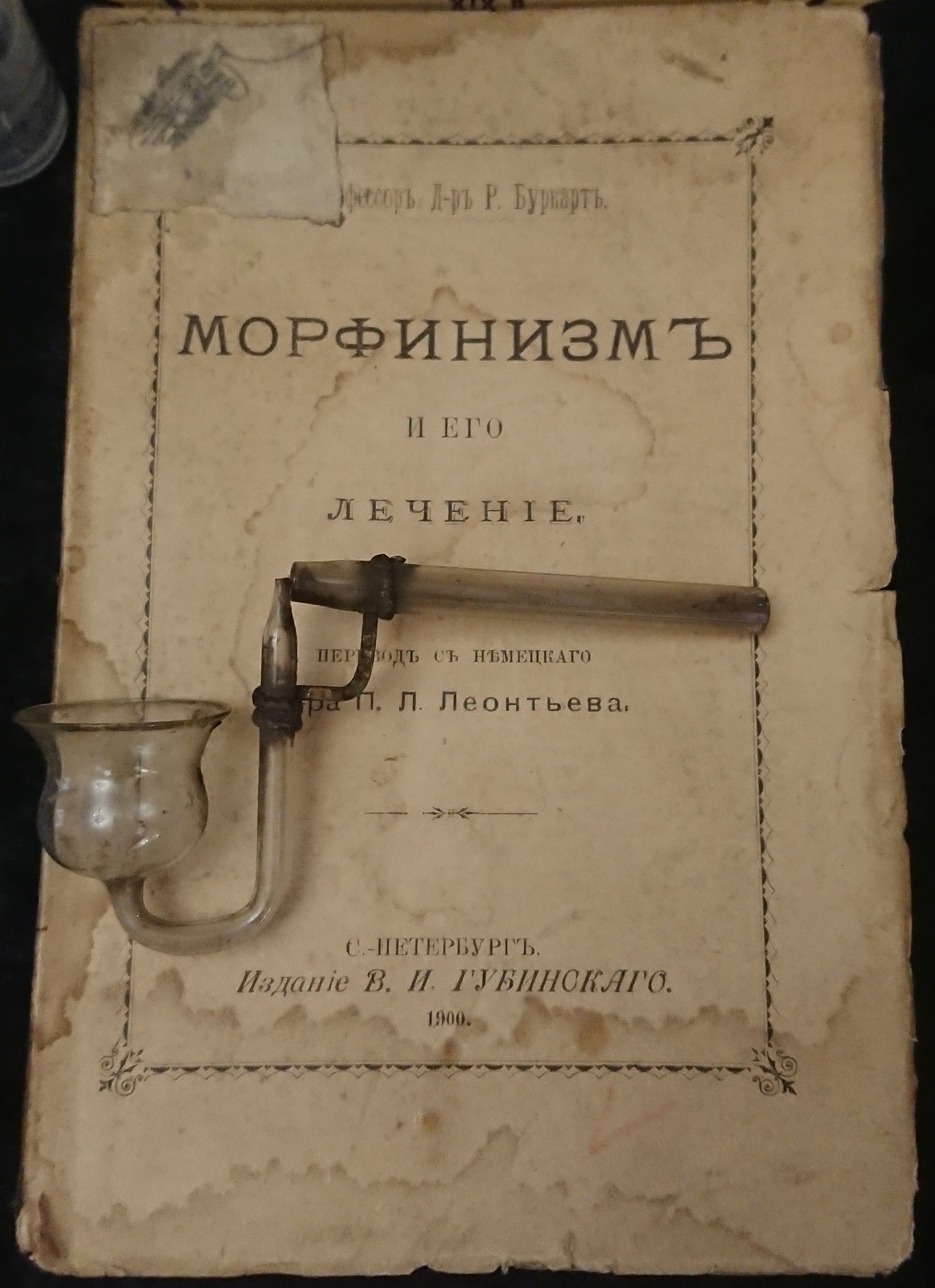
Брошюра о морфинизме и трубка для курения опиума

Морфиновая наркомания (морфинизм) появилась вскоре после того, как был изобретён метод применения морфия путём подкожного впрыскивания. Том де Квинси оставил эссе «Исповедь англичанина-опиомана» (1822), в котором подробно описал, как развивается морфиновая наркотическая зависимость. В конце XIX века немецкие солдаты и офицеры, возвращавшиеся с франко-прусской войны 1870—1871 года, оказывались морфинистами едва ли не в половине случаев. Многие солдаты в условиях военных действий кололи себе морфин, ставший в то время доступным и модным стимулирующим и успокаивающим средством. В 1879 году в одной из работ появилось описание болезни, получившей название «солдатской». В то время почти любые болезни в американской армии лечили опием. В 1880 году на международной конференции было заявлено о появлении новой болезни «наркомания», вызванной злоупотреблением наркотическими веществами.
В начале XX века многие врачи становились морфинистами. Во врачебной среде существовало мнение, что врач, понимающий пагубность морфинизма, способен при необходимости самостоятельно применить морфий для себя, избегая пагубного пристрастия благодаря информированности. Практика показала, что мнение это было ошибочным. Михаил Булгаков (автор рассказа «Морфий») некоторое время был морфинистом, однако полностью излечился от наркомании благодаря самоотверженной помощи своей первой жены . Лев Толстой в «Анне Карениной» описывает, как главная героиня пристрастилась к морфину после того, как его впервые применили к ней для облегчения болей при вторых родах.
Известным морфинистом был Герман Геринг, раненый 9 ноября 1923 года. Альберт Шпеер в своей книге «Воспоминание» (Смоленск. Русич. 1997 г.) заявлял: «Мильх уже давно призывал меня обратить внимание на зрачки рейхсмаршала. Во время Нюрнбергского процесса мой адвокат доктор Флекснер подтвердил, что Геринг ещё с 1933 года стал морфинистом». Это заявление Шпеера подтверждено множеством других источников, в том числе — официальной экспертизой Нюрнбергской тюрьмы.
Эдит Пиаф в конце жизни была вынуждена прибегать к инъекциям даже во время своих выступлений. 
От последствий употребления морфина (совместно с алкоголем) умер широкоизвестный лидер группы Король и Шут - Михаил Горшенёв.
До синтеза героина морфин был наиболее распространённым наркотическим анальгетиком в мире.

### Действия при отравлении морфином
При отравлении морфином используют антагонисты опиоидных рецепторов, в частности — налорфин (агонист-антагонист) и налоксон (антагонист). Благодаря конкуренции за рецепторы налорфин уменьшает проявления всех эффектов морфина — эйфорию, тошноту, головокружение, восстанавливает нормальное дыхание.

## Законодательное регулирование
- В международном обороте морфин относится к первому списку Единой конвенции о наркотических средствах[11].
- В России морфин и его производные (морфина гидрохлорид, морфина сульфат) внесены в Список II наркотических средств и психотропных веществ, оборот которых в Российской Федерации ограничен и в отношении которых устанавливаются меры контроля. Ряд производных морфина (бензилморфин, гидроморфинол, дезоморфин, дигидроморфин, диацетилморфин (героин), 3-моноацетилморфин, 6-моноацетилморфин, морфин метилбромид, морфин-N-окись, никоморфин, норморфин и др.) внесены в Список I наркотических средств, оборот которых в Российской Федерации запрещён.
- В Англии — Class A в соответствии с Законом о злоупотреблении наркотиками 1971 года[англ.].
- В США — Список 2[англ.] в соответствии с Законом о контроле веществ[англ.].
- В Канаде — Список 1[англ.] в соответствии с Законом о контроле наркотиков и веществ[англ.].
- В Австралии — Список 8[англ.] в соответствии с Законом о терапевтических препаратах 1989 года (2003)[англ.][12].

## Судебно-медицинская экспертиза
Причинами проведения судебно-медицинской экспертизы могут быть острые отравления и морфинизм. Острые отравления морфином возможны при передозировке, с целью самоубийства или при ошибочном введении вместо другого лекарственного средства.
Летальная суточная доза морфина для взрослого составляет 0,1—0,5 г. При морфинизме смертельная доза может возрастать до 3—4 г вследствие развития привыкания.
В случае отравления морфином при судебно-медицинском исследовании трупа наблюдаются разлитые обильные трупные пятна синюшно-красного цвета, сужение зрачков (может и не сохраняться), цианоз слизистых оболочек. При аутопсии обнаруживают венозное полнокровие внутренних органов; гистологически отмечаются признаки циркуляторных расстройств, в частности субсерозные кровоизлияния и признаки полнокровия.

### Выявление морфина в биологическом материале
Морфин не разрушается в тканях и органах в течение длительного времени. При судебно-химическом исследовании его возможно обнаружить через несколько месяцев после захоронения. Для судебно-химического анализа используют кровь и мочу, а также желудок, части тонкого кишечника с содержимым, ткани печени, селезёнки, почки, лёгких, головного и спинного мозга.
Качественное обнаружение морфина в биологическом материале проводят при помощи некоторых реактивов, для которых характерны цветные реакции при взаимодействии с морфином: реактив Марки (для алкалоидов опия, раствор формальдегида в концентрированной серной кислоте); реактив Манделина (раствор ванадата натрия в концентрированной серной кислоте).
Реактив Марки образует красно-фиолетовое окрашивание в присутствии морфина, этой реакцией можно обнаружить до 0,05 мкг вещества в пробе. Реактив Манделина даёт фиолетовое или бледно-розовое окрашивание.
Для отличия морфина от кодеина и других подобных ему алкалоидов (за исключением героина) используют хлорид железа(III). При наличии морфина в нейтральном растворе при добавлении этого реактива раствор окрашивается в синий цвет.
Количественное определение морфина производят при помощи колориметрии.